# ブラッスリー・ジョルジュ
ブラッスリー・ジョルジュ（仏: Brasserie Georges）は、フランス・リヨンにあるレストランである。リヨン市内で最大のブラッスリーであり、ヨーロッパでも最大級である。リヨンの歴史と密接な関係があり、ピスタチオのリヨン風ソーセージなどのリヨン風料理のほか、シュークルート、ベイクド・アラスカ、シーフードなど他地域の料理も提供している。 

## 概要

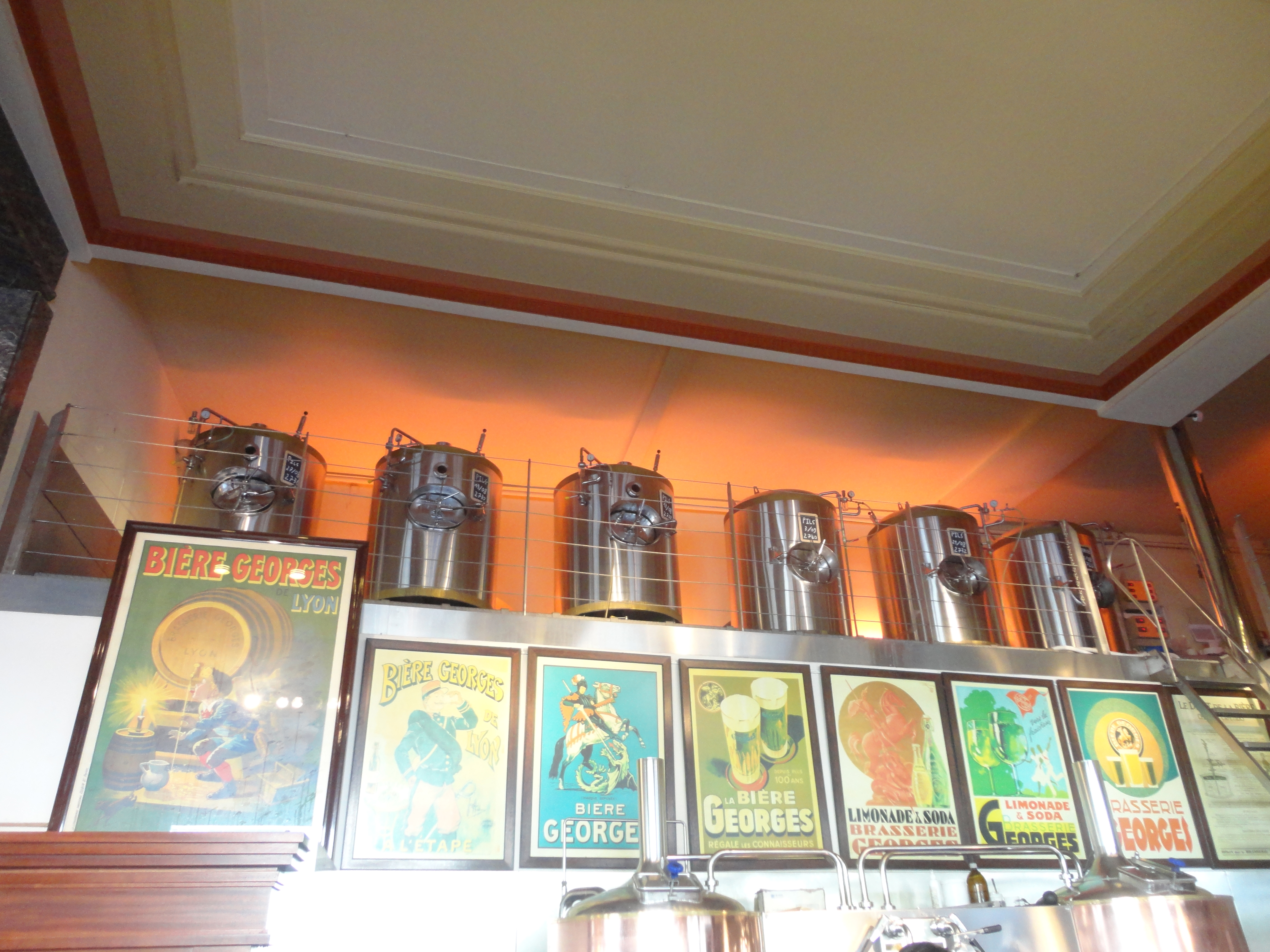
バーに置かれた、店内で醸造されたビールを貯蔵するケグ

ブラッスリー・ジョルジュは、リヨンの水が特別な質を持つとみなされていた時代に開店し、それ以来自店のビールを醸造し続けている。
客席と厨房は大規模で、1回の営業で700食を提供することができる。 光の祭典開催中の2011年12月10日には、2,500食以上が提供された。

## 歴史
ブラッスリーは、アルザスから移住してきた醸造家ジョルジュ・ホッフェール(Georges Hoffherr)によって1836年に建てられた。ブラッスリーが建てられてのは、ソーヌ川とローヌ川の合流地点の湿地帯を埋め立てた土地で、パリ - リヨン - サンテティエンヌ - マルセイユ間の駅馬車の停留所に近接することから選ばれた。1857年6月1日には、リヨン・ペラーシュ駅がこのブラッスリーの横に開設された。このレストランの建築に当たっては、600 m2 の屋根をシャルトリューズ(Charteuse)とヴェルコール(Vercors)から牛車で運ばれた長さ25mの4本のモミの梁だけで支えるというチャレンジがあった。
1873年、創始者ジョルジュ・ホッフェールの死後、彼の娘婿であるマチュー・ウンデンストック(Mathieu Umdenstock)が経営を引き継いだ。普仏戦争の後、ブラッスリー・ジョルジュはヘーベー（若さの女神）と呼ばれる18人の給仕を雇い、そのほとんどが普仏戦争の結果ドイツ領となったアルザス出身者だった。1879年、ブラッスリー・ジョルジュとブラッスリー・リンク(Brasserie Rinck)は、アントワーヌ・リュミエール（Antoine Lumière、映画発明で知られるリュミエール兄弟の父）とともに、リヨンで初めて電灯を使用した店である。
1890年、藁の椅子とクルミの長テーブルに代わり、赤いモールスキンのベンチとテーブルが設置された。ガンブリヌスの肖像が描かれたペディメントが、2つのビール樽で縁取られている。19世紀末、ブラッスリーには5つのビリヤード台が設置され、壁には孔雀や猿などの動物と植物の装飾が描かれた。
エントランスのハッチには、リュシアン・ベギュル(Lucien Bégule)による芸術的な4つのステンドグラスがある。
1924年、画家のブルーノ・ギレルマン(Bruno Guillermin)が客席をアール・デコ様式に改装した。ギレルマンは天井に4つの田園風景を描き、壁を浅浮き彫りで飾り、1つ250キロもある豪華なシャンデリアで部屋を照らした。
第二次世界大戦中の1942年から1944年にかけて、ドイツ軍がフランス南部に侵攻した際に、ブラッスリー・ジョルジュは接収され、占領軍はここを「ソルデーテンハイ(Soldatenheim)」と呼ばれるドイツ兵のための娯楽施設に変えた。
1985年にディディエ・リンク(Didier Rinck)が会長兼マネージング・ディレクターに就任し、翌年150周年を迎えたブラッスリーの名声を回復させた。2002年、レストランはクリスチャン・ラムロワーズ(Chiristian Lameloise)のエレア・フィナンシエール・グループ(le groupe Héléa Financière)に売却された。

## 現在の装飾

### エントランス

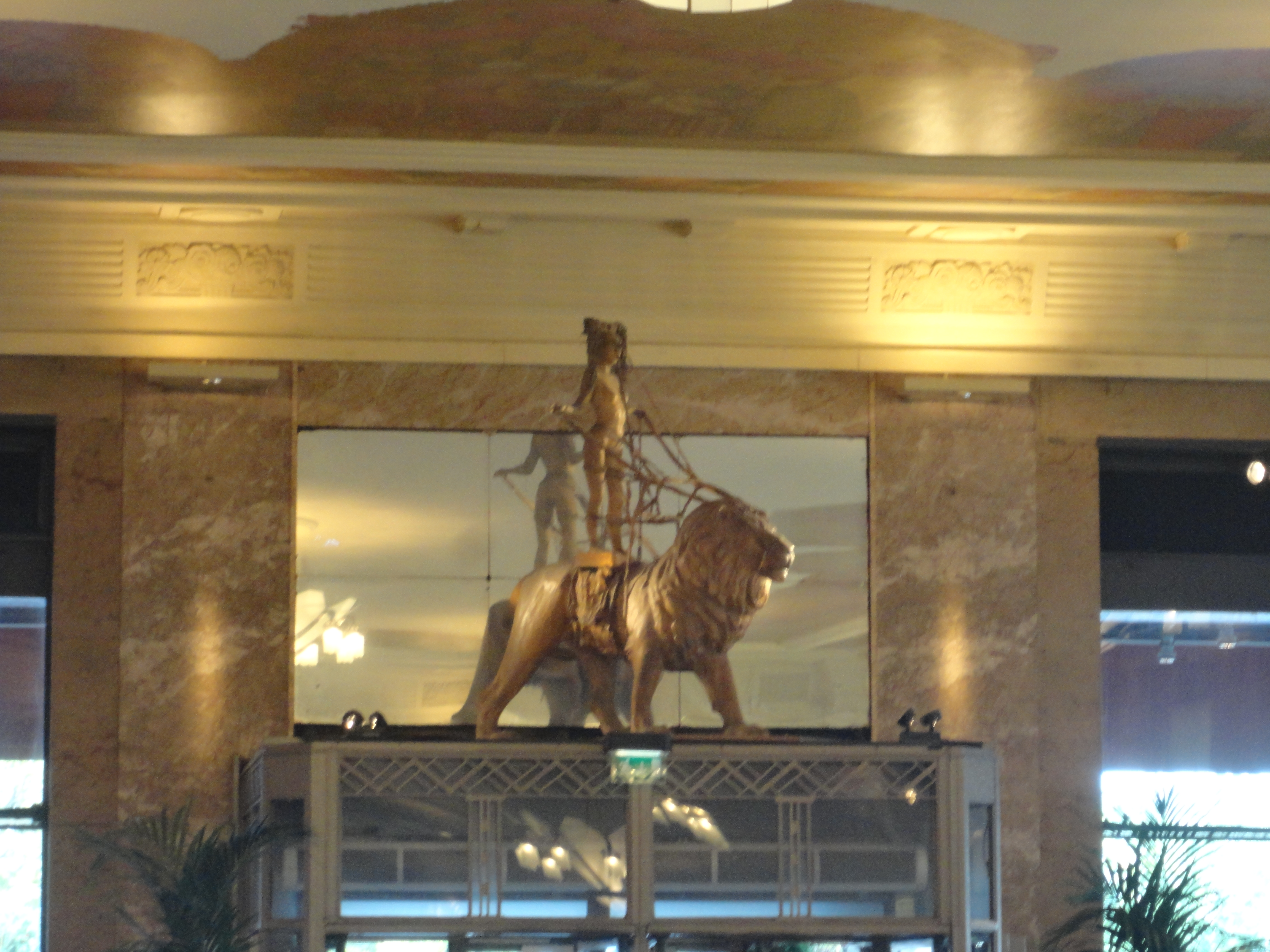
エントランスのドアの上にあるライオン(lyon)の像

現在のブラッスリー・ジョルジュの外観看板は1946年に作られた。ファサードには、ビールの王様ガンブリヌスの肖像画があり、客を迎えている。エントランスホールには、20世紀初頭に作られた4つの大きなステンドグラスがあり、彫刻、地理、絵画、音楽を表現している。エントランスのドアの上には、ライオンの頭で飾られた巨大な銅製の水盤がある。

### 客席

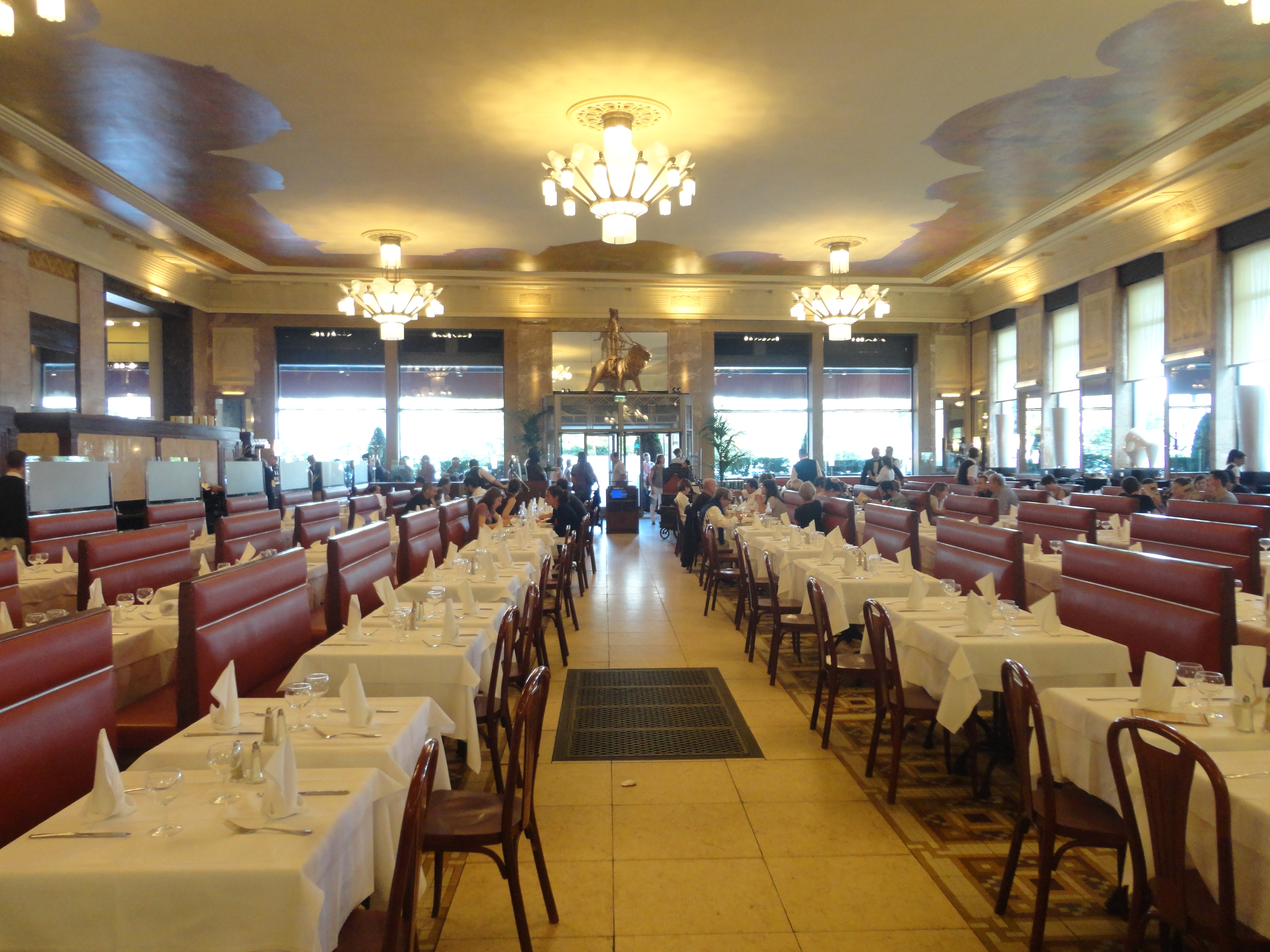
客席

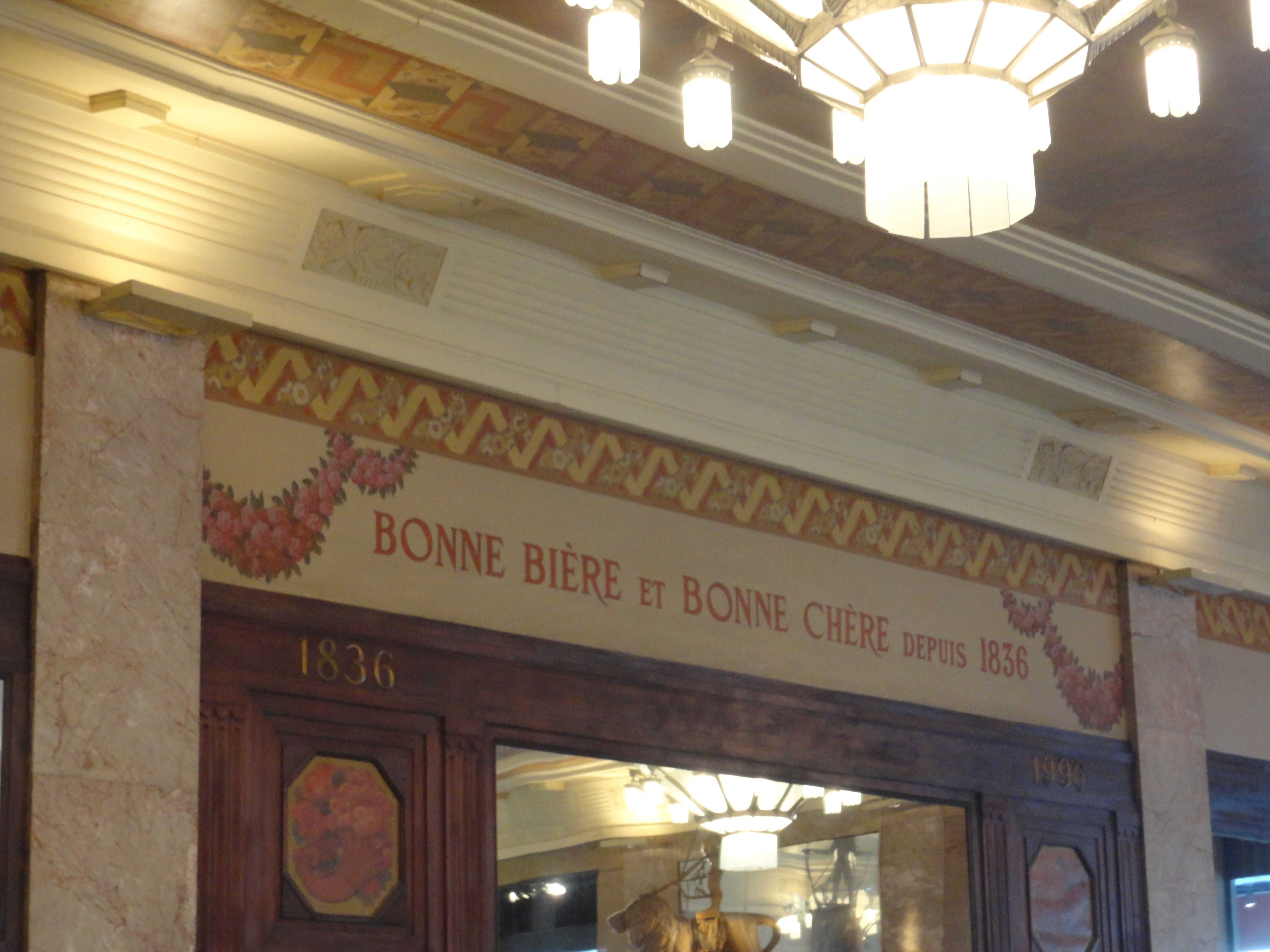
壁に刻まれたブラッスリーのモットー

客席は大理石張りとなっている。600平方メートルのタイル張りの床は、アール・デコの幾何学的モチーフをあしらったフェイク・モザイク模様で彩られている。客席には、1950年代に作られた「Bière Rinck（ビエール・リンク）」のネオンサインが2つある。ひとつは32平方メートルの鏡の上に設置されている。もう1枚も鏡に取り付けられ、大麦の穂とホップのコーンで飾られている。壁の別の大きな鏡の上には、当店の有名なモットーである「BONNE BIÈRE ET BONNE CHÈRE SINCE 1836（1836年以来、良いビールと良い価格）」が掲げられている。大きな窓はすべて1930年代のもので、うち5つはギロチン窓である。個室のうちのひとつには1900年代のステンドグラスがあり、花の装飾が施されている。

### 天井
リヨン生まれでリヨン派の画家ブルーノ・ギレルマンは、当店の大きな天井を描いた。ギレルマンは、収穫、ブドウの実り、水、ビールをテーマに4つの大規模な田園風景を描き、幾何学的なモチーフと大きなバラの花束がそれらを引き立てている。5つのシャンデリアはフォルジュ・ド・ヴュルカン社(les Forges de Vulcain)製である。それぞれ250kgの重さがあり、今でも毎月4人がかりで、金属製のウィンチを使って清掃のために下ろされている。11の大きな石膏の浅浮き彫りのうち、4つはワインとビールを祝うケルブを描いている。2本の大理石の柱は装飾用のもので、天井を支えてはいない。

### 屋根裏部屋
1836年にリオンデレ(Riondelet)の弟子によって作られたと思われる600平方メートルの屋根裏部屋は、3つの「トラス」で構成され、梁が絡み合ったユニークな造りになっている。

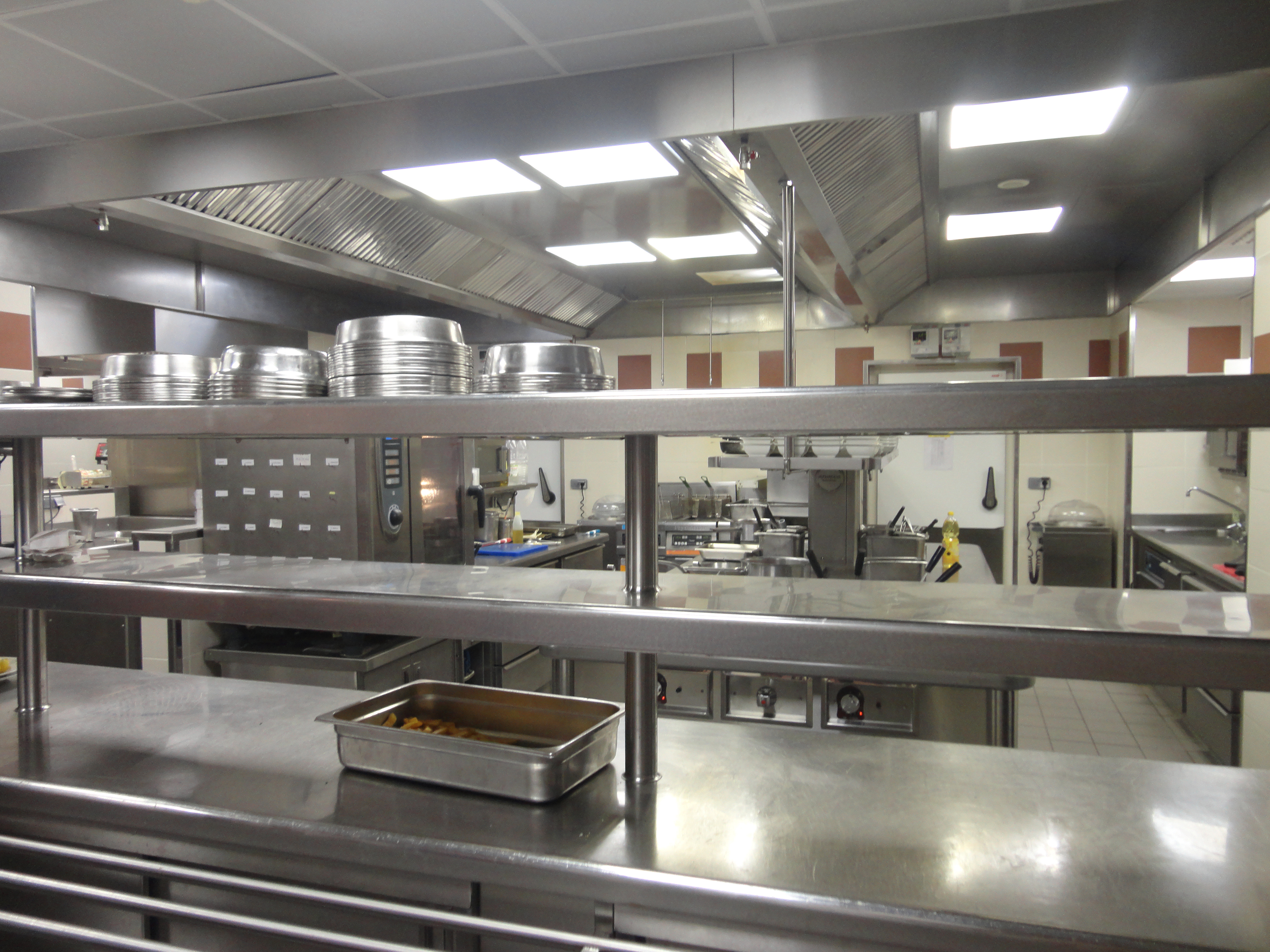
2013年夏に改装されたブラッスリーの厨房

## エピソード
- 1876年、オランダの画家ヨハン・ヨンキントがメニューの裏にブラッスリーの内装を水彩画で描いた。オリジナルは現在、リヨンのサン・ピエール宮にある。
- 常連客のエドゥアール・エリオは、レオン・ブルムと昼食を共にした際、「ここは大衆的なレストランだが、料理はブルジョワ的だ。これこそ社会主義のあるべき姿だ[7]」と語ったと言われる。
- リヨンの詩人ジャン・サラザン(Jean Sarrazin)は、テーブルを回ってオリーブを売りながら、客に向かって詩を叫んだと言われている。
- 魔術師ジョセファン・ペラダンは、ブラッスリー・ジョルジュで悪魔を見たと信じた、というのも、店員のヘーベー（若さの女神）が悪の色である黄色（硫黄の色）の服を着ていたからである。

## 利用した著名人

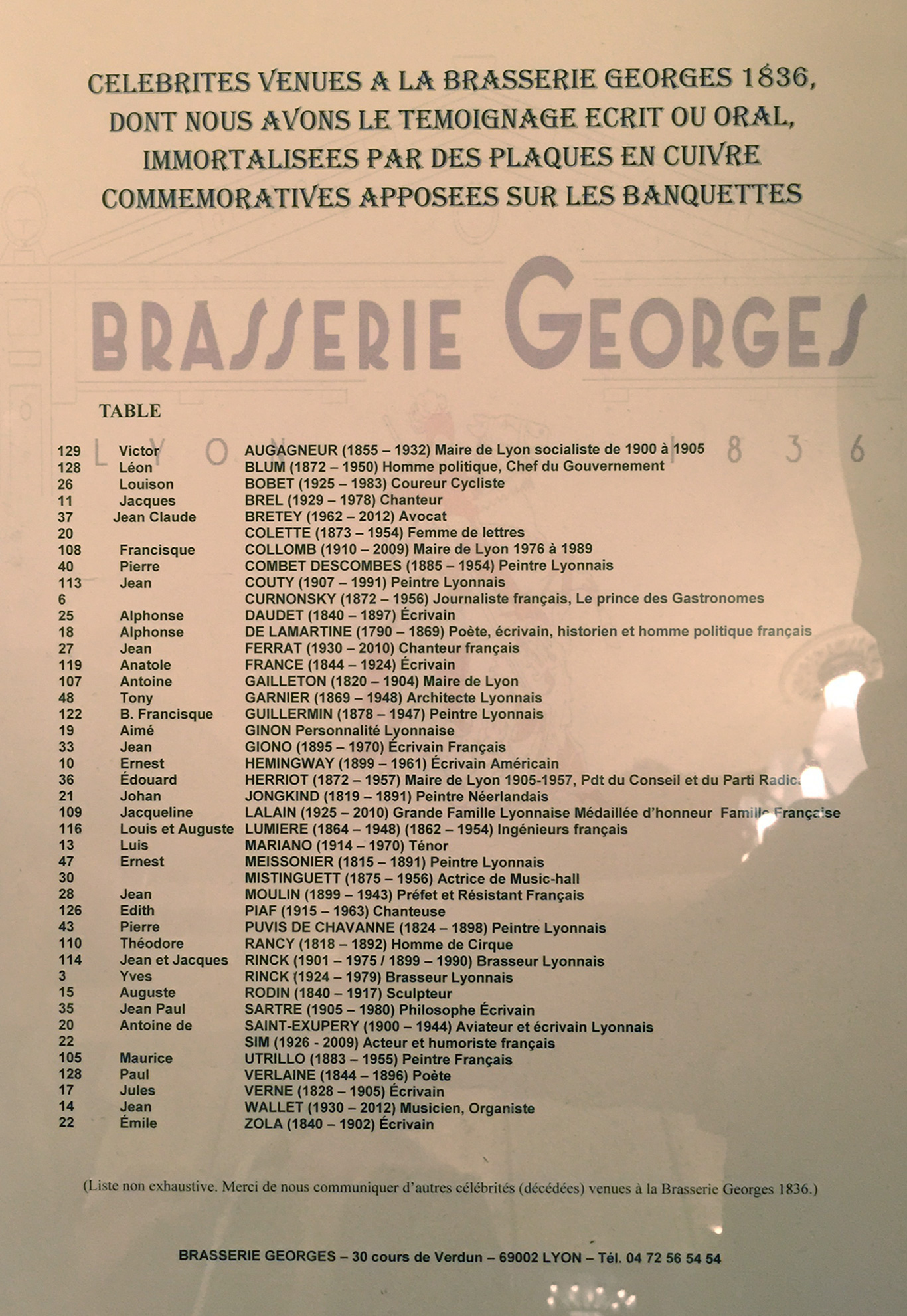
著名人の一覧

多くの有名人がこの店を訪れている。ブラッスリーには、これらの有名人が利用したテーブル番号が記載されたリストがある。オルガニストのジャン・ウォレット(Jean Wallet)がこのリストに追加された最新の人物である。